# Івано-Фрачена
Івано-Фрачена (італ. Ivano-Fracena) — муніципалітет в Італії, у регіоні Трентіно-Альто-Адідже,  провінція Тренто.
Івано-Фрачена розташоване на відстані близько 470 км на північ від Рима, 33 км на схід від Тренто.
Населення — 331 особа (2014).

## Демографія
Населення за роками:

Станом на 31 грудня 2014 року в муніципалітеті офіційно проживало 30 іноземців з 7 країн, серед них 3 громадяни країн Євросоюзу.

## Сусідні муніципалітети
- Оспедалетто
- П'єве-Тезіно
- Кастель-Івано